# زمین‌لرزه ۱۹۶۴ تایوان
زمین‌لرزه تایوان در تاریخ ۲۸ مارس ۱۹۶۴ میلادی، برابر با ‎۸ فروردین ۱۳۴۳، ساعت ۳:۳۶:۱۲ به زمان یوتی‌سی در تایوان رخ داد. ژرفای این زلزله ۶٫۳ کیلومتر بود. بزرگی آن ۹٫۲ در مقیاس Mw اعلام شده‌است. زمین‌لرزه به وقت محلی در روز جمعه، ساعت ۱۸ روی داده و منطقه زمانی آن یوتی‌سی -۹ بوده‌است.
سازمان زمین‌شناسی آمریکا نیز جای این زمین‌لرزه را در مختصات ۶۱°۰۶′شمالی ۱۴۷°۳۰′غربی / ۶۱٫۱°شمالی ۱۴۷٫۵°غربی و بزرگی آنرا برابر با ۹٫۲ در مقیاس ریشتر اعلام کرده‌است. ژرفای گزارش شده از سوی این سازمان ۲۳ کیلومتر می‌باشد.
سونامی نیز در این زلزله گزارش شده‌است.